# Epitalamio
L'epitalamio è un canto nuziale, un sottogenere lirico greco, destinato a celebrare in versi un matrimonio, presso la camera degli sposi.
Originariamente, nella Grecia arcaica, si basò sulla ripetizione di un'invocazione religiosa, Imen o Imeneo, che poi infatti rimase nel ritornello delle varie strofe dei canti composti nelle epoche successive.
Non sono sopravvissuti nel tempo esempi di epitalami né dell'età antica greca né di quella classica, ad eccezione di quello di Saffo (VII secolo a.C.) composto per 
celebrare le nozze di Ettore e Andromaca, di argomento letterario e mitico.
Composero celebri epitalami, oltre a Saffo, Callimaco e Teocrito, del quale ci è pervenuto interamente quello dedicato alle nozze di Menelao ed Elena.
Per quanto riguarda i costumi dell'antica Roma, abbiamo documenti degli epitalami di Gaio Valerio Catullo, tra i quali quello di tipo alessandrino per le nozze di Peleo e Teti. Oltre a questi epitalami, anche quelli di Claudiano e di Ausonio ispirarono i poeti delle epoche seguenti.
Dopo il Medioevo, questo genere fu ripreso come altri generi classici durante il Rinascimento.
Oltre al Tasso e al Marino, si ricordano epitalami famosi composti da Savioli e da Parini.
L'epitalamio è anche usato per celebrare lauree e persino compleanni.

## Etimologia
Epitalamio è una parola derivante dal greco ἐπιθαλάμιον (epithalamion), composto da ἐπί (epi), dinnanzi, presso e 'thalamion', forma aggettivale di θάλαμος (thalamos), cioè letto nuziale.